# Lawson Butt
Lawson Butt (4 de marzo de 1880 – 14 de enero de 1956) fue un actor teatral y cinematográfico británico, activo en la época del cine mudo.

## Biografía
Nacido en Brístol, Inglaterra, su nombre completo era Wilfred Lawson Butt. Hermano de la contralto Clara Butt (1872-1936), Lawson Butt dividió su carrera artística entre su país natal y los Estados Unidos, donde debutó en el cine en 1915 actuando en dos filmes. Actuó en otras veintinueve producciones mudas estadounidenses, estrenándose las tres últimas en 1927, entre ellas The Beloved Rogue, de Alan Crosland (con John Barrymore, Conrad Veidt y Marceline Day).
Otras de sus películas destacadas fueron The Sting of the Lash, de Henry King (1921, con Pauline Frederick) y Los diez mandamientos, de Cecil B. DeMille (1923, con Theodore Roberts y Charles de Rochefort).
Sus últimas películas como actor, estrenadas en 1928 y 1929, fueron producciones mudas británicas. La primera fue Toni, de Arthur Maude (1928, con Jack Buchanan y Forrester Harvey), y la última  (parcialmente sonora) City of Play, de Denison Clift (1929, con Harold Huth). Rodó una sexta película británica muda, en esta ocasión como director, Afterwards (1928).
Como actor teatral, Butt también trabajó en los Estados Unidos y en el Reino Unido. En el circuito de Broadway, en Nueva York, actuó en tres piezas, Noche de reyes (1914), de William Shakespeare, y otras dos representadas en 1917, una de ellas Las alegres comadres de Windsor, en la que actuó junto a su compatriota Constance Collier.
Lawson Butt falleció en Hampshire, Inglaterra, en 1956.

## Teatro (selección)
- 1910-1911 : The Sign of the Cross, de Wilson Barrett (en Southampton)
- 1913-1914 : The Garden of Allah, de Mary Anderson y Robert Smythe Hichens (gira en los Estados Unidos)
- 1914 : Noche de reyes, de William Shakespeare (Broadway)
- 1917 : Las alegres comadres de Windsor, de William Shakespeare (Broadway)
- 1917 : The Wanderer, de Maurice W. Samuels (Broadway)

## Selección de su filmografía
- 1915 : Don Caesar de Bazan, de Robert G. Vignola
- 1916 : Romeo y Julieta, de Francis X. Bushman y John W. Noble
- 1917 : Danger Trail, de Frederick A. Thomson
- 1918 : The One Woman, de Reginald Barker
- 1918 : The Goddess of Lost Lake, de Wallace Worsley
- 1918 : Her Man, de John Ince y Ralph Ince
- 1919 : The Miracle Man, de George Loane Tucker
- 1919 : Desert Gold, de T. Hayes Hunter
- 1919 : Playthings of Passion, de Wallace Worsley
- 1919 : It Happened in Paris, de David Hartford
- 1919 : The Loves of Letty, de Frank Lloyd
- 1919 : The World and Its Woman, de Frank Lloyd
- 1920 : Earthbound, de T. Hayes Hunter
- 1920 : Dangerous Days, de Reginald Barker
- 1920 : The Street Called Straight, de Wallace Worsley
- 1920 : The Tiger's Coat, de Roy Clements
- 1921 : The Sting of the Lash, de Henry King
- 1922 : The Masquerader, de James Young
- 1923 : Los diez mandamientos, de Cecil B. DeMille
- 1924 : Dante's Inferno, de Henry Otto
- 1925 : Any Woman, de Henry King
- 1925 : Barriers Burned Away, de W. S. Van Dyke
- 1927 : The Beloved Rogue, de Alan Crosland
- 1927 : Foreign Devils, de W. S. Van Dyke
- 1928 : Afterwards (como director)
- 1929 : City of Play, de Denison Clift

## Galería fotográfica

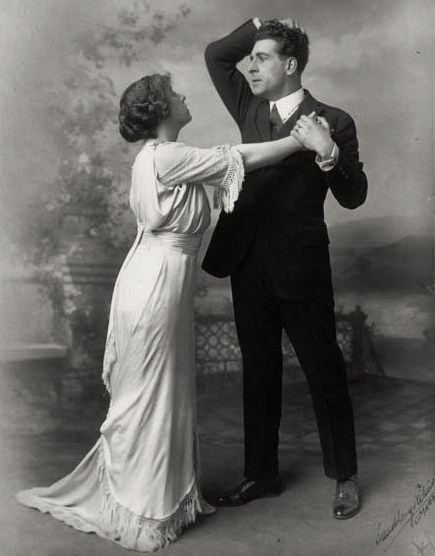
Con Sarah Truax en The Garden of Allah (hacia 1914)
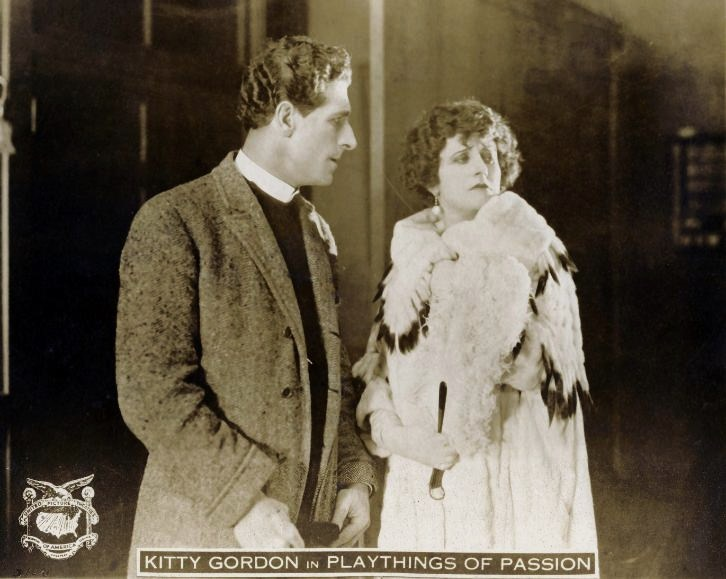
Con Kitty Gordon en Playthings of Passion (1919)
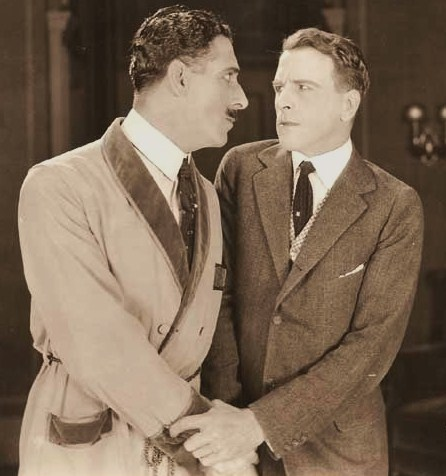
Con Milton Sills (der.) en The Street Called Straight (1920)
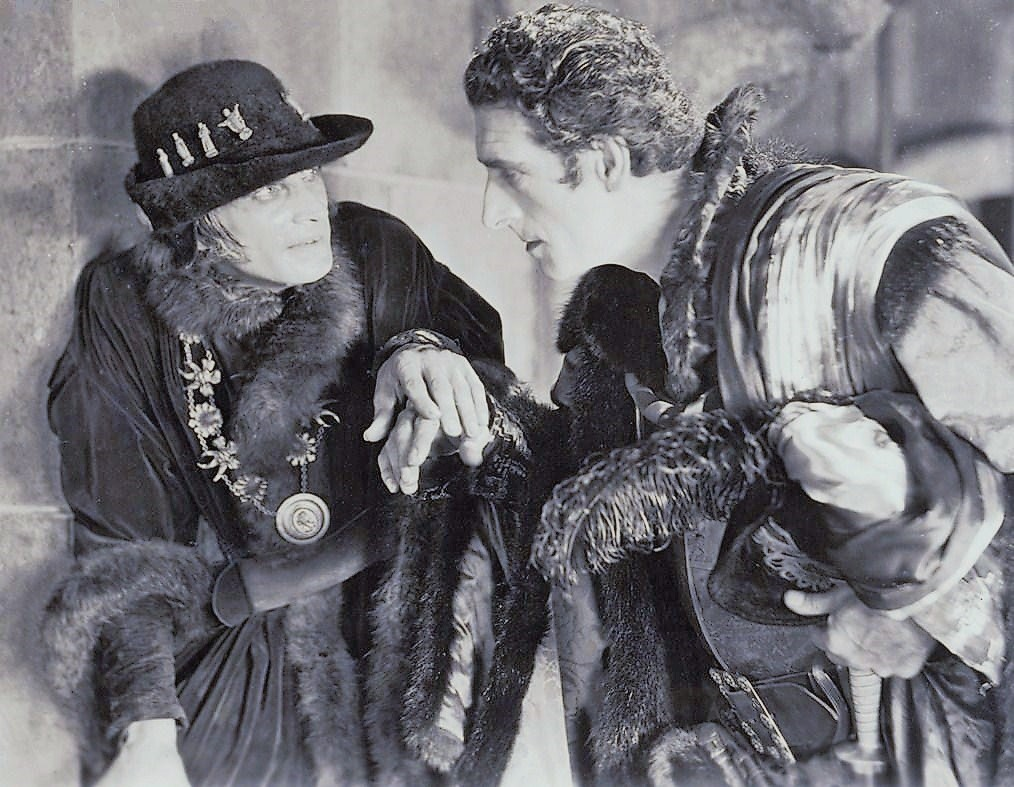
Con Conrad Veidt (izq.) en The Beloved Rogue (1927)